# Salcete
 (avril 2021).
La mise en forme du texte ne suit pas les recommandations de Wikipédia : il faut le « wikifier ».
Les points d'amélioration suivants sont les cas les plus fréquents. Le détail des points à revoir est peut-être précisé sur la page de discussion.
- Les titres sont pré-formatés par le logiciel. Ils ne sont ni en capitales, ni en gras.
- Le texte ne doit pas être écrit en capitales (les noms de famille non plus), ni en gras, ni en italique, ni en « petit »…
- Le gras n'est utilisé que pour surligner le titre de l'article dans l'introduction, une seule fois.
- L'italique est rarement utilisé : mots en langue étrangère, titres d'œuvres, noms de bateaux, etc.
- Les citations ne sont pas en italique mais en corps de texte normal. Elles sont entourées par des guillemets français : « et ».
- Les listes à puces sont à éviter, des paragraphes rédigés étant largement préférés. Les tableaux sont à réserver à la présentation de données structurées (résultats, etc.).
- Les appels de note de bas de page (petits chiffres en exposant, introduits par l'outil «  Source ») sont à placer entre la fin de phrase et le point final[comme ça].
- Les liens internes (vers d'autres articles de Wikipédia) sont à choisir avec parcimonie. Créez des liens vers des articles approfondissant le sujet. Les termes génériques sans rapport avec le sujet sont à éviter, ainsi que les répétitions de liens vers un même terme.
- Les liens externes sont à placer uniquement dans une section « Liens externes », à la fin de l'article. Ces liens sont à choisir avec parcimonie suivant les règles définies. Si un lien sert de source à l'article, son insertion dans le texte est à faire par les notes de bas de page.
- La présentation des références doit suivre les conventions bibliographiques. Il est recommandé d'utiliser les modèles {{Ouvrage}}, {{Chapitre}}, {{Article}}, {{Lien web}} et/ou {{Bibliographie}}. Le mode d'édition visuel peut mettre en forme automatiquement les références.
- Insérer une infobox (cadre d'informations à droite) n'est pas obligatoire pour parachever la mise en page.

Pour une aide détaillée, merci de consulter Aide:Wikification.
Si vous pensez que ces points ont été résolus, vous pouvez retirer ce bandeau et améliorer la mise en forme d'un autre article.
Salcete (prononcé [/'saːlsɛt/] ; Konkani romanisé : Sashti ou Xaxtti), également orthographiée Salcette, est une région située dans le sud de l'État de Goa sur la côte ouest de l'Inde,,,.

## Généralités

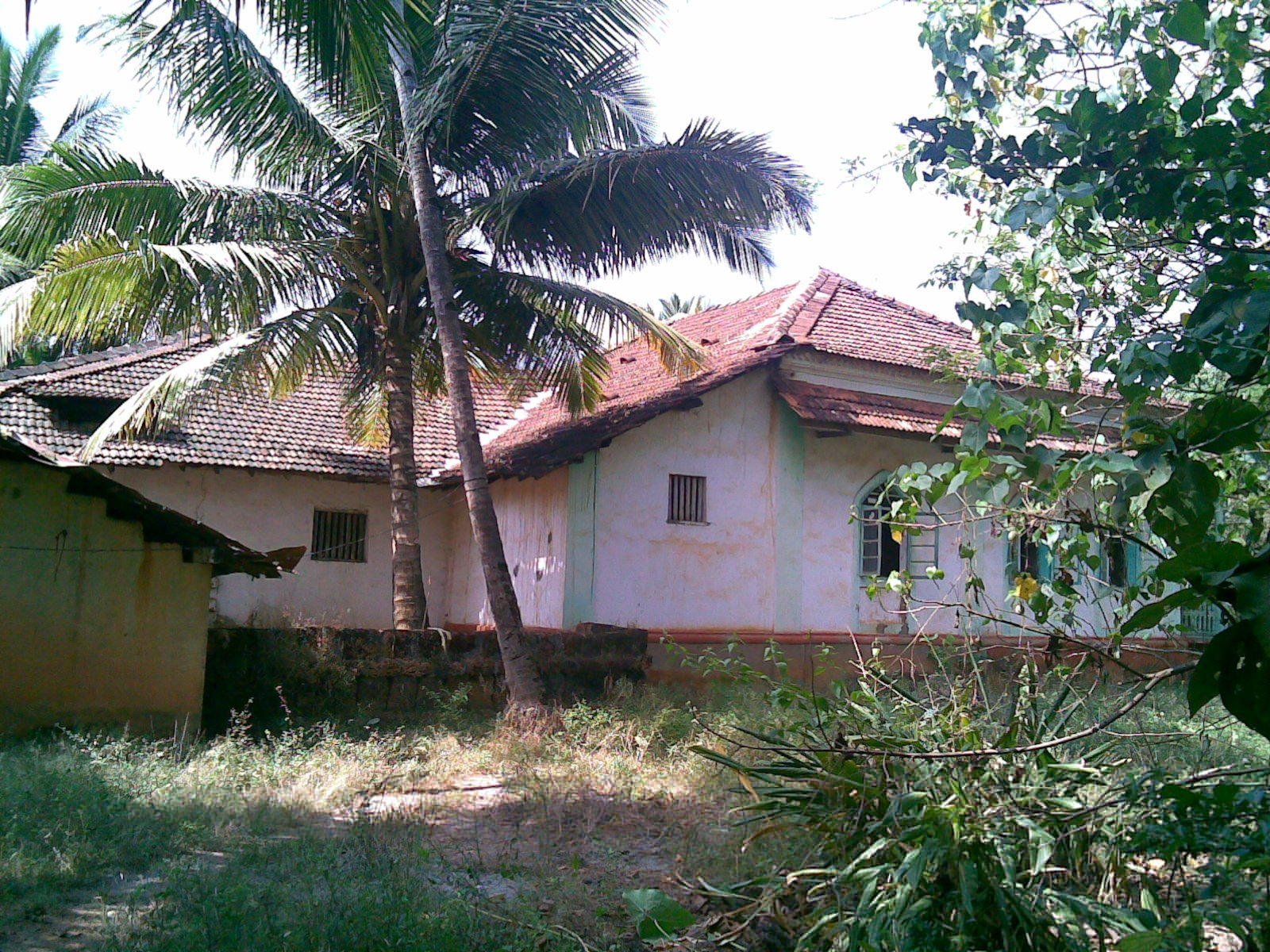
Environs typiques des maisons de la campagne de Salcete

En Konkani, la langue locale, la région est connue sous le nom de Sashti ou Xaxtti et les indigènes sont appelés Sashtikar ou Xaxtticar ([/'saːʂʈiːkaːɾ/] / [/'ʂaːʂʈiːkaːɾ/] ; साष्टीकार / षाष्टीकार, Sāṣṭīkār / ṣāṣṭīkār),.
Salcete est dérivé du mot sanskrit षट-षष्टि " ṣaṭ-ṣaṣṭi signifiant « soixante-six », d'après la tradition selon laquelle soixante-six colonies ont été établies par les familles Saraswat Brahmane  qui avaient émigré à Salcete depuis le nord de l'Inde.
En 1917, le port de Mormugao ainsi que 31 colonies ont été découpés hors du territoire de Salcete pour former la Mormugao taluka. Les trente-cinq colonies restantes englobent la Salcete taluka contemporaine du district civil du sud de Goa. Margao sert de siège administratif à la fois à Salcete taluka et au district sud de Goa.

## Histoire
Le roi Viramarmadeva de la dynastie Kadamba a publié une inscription sur plaque de cuivre en 1049 concernant la concession d'un terrain appelé Tudukapura à Kudtarika agrahara de Chhat sathi desha. Cette inscription suggère que Chhat sathi fait référence au Salcete moderne, connu sous le nom de Sāshṭi dans la langue locale.

## Territoire de Salcete
Les soixante-six colonies d'origine de Salcete sont les suivantes :
| 1. Sernabatim 2. Vanelim 3. Colva 4. Séraulim 5. Gandaulim 6. Duncolim 7. Betalbatim 8. Nuvem 9. Calata 10. Gonsua 11. Majorda 12. Utorda 13. Nagoa 14. Verna 15. Loutulim 16. Camurlim 17. Ambora 18. Raia 19. Rachol 20. Curtorim 21. Nesai 22. Macasana | 1. Guirdolim 2. Chandor 3. Cavorim 4. Paroda 5. Mulem 6. Sarzora 7. Talvorda 8. Veroda 9. Cuncolim 10. Betul 11. Velim 12. Ambelim 13. Assolna 14. Cavelossim 15. Chinchinim 16. Deussua 17. Carmona 18. Orlim 19. Varca 20. Sirlim 21. Dramapur 22. Dicarpale | 1. Davorlim 2. Aquem 3. Telaulim 4. Navelim 5. Margao 6. Benaulim 7. Adsuli 8. Cana 9. Mormugao 10. Vadem 11. Chicalim 12. Dabolim 13. Sancoale 14. Cortalim 15. Quelossim 16. Cuelim 17. Arossim 18. Cansaulim 19. Velsao 20. Pâle 21. Issorcim 22. Chilcona |  |

## Salcete taluka
Salcete taluka comprend neuf comunidades: Benaulim, Betalbatim, Colva, Curtorim, Loutolim, Margao, Nuvem, Raia et Verna.
Le sous-district se compose de deux villes, onze villes et trente-cinq villages selon le recensement de 2011 de l'Inde.
| Salcete Taluka (Recensement de 2011) | Salcete Taluka (Recensement de 2011) | Salcete Taluka (Recensement de 2011) |
| #                                    | Localités                            | Population                           |
| Municipal Councils                   | Municipal Councils                   | Municipal Councils                   |
| ------------------------------------ | ------------------------------------ | ------------------------------------ |
| 1.                                   | Margao                               | 87 650                               |
| 2.                                   | Cuncolim                             | 16 623                               |
| Census Towns                         |                                      |                                      |
| 1.                                   | Davorlim                             | 15 350                               |
| 2.                                   | Curtorim                             | 12 886                               |
| 3.                                   | Navelim                              | 12,323                               |
| 4.                                   | Benaulim                             | 11,919                               |
| 5.                                   | Raia                                 | 10,706                               |
| 6.                                   | São José de Areal                    | 10,229                               |
| 7.                                   | Nuvem                                | 9,288                                |
| 8.                                   | Chinchinim                           | 6,908                                |
| 9.                                   | Verna                                | 6,632                                |
| 10.                                  | Aquem                                | 6,511                                |
| 11.                                  | Varca                                | 5,439                                |
| Villages                             |                                      |                                      |
| 1.                                   | Adsulim                              | 214                                  |
| 2.                                   | Ambelim                              | 2,853                                |
| 3.                                   | Assolna                              | 3,410                                |
| 4.                                   | Betalbatim                           | 3,551                                |
| 5.                                   | Calata                               | 1,739                                |
| 6.                                   | Camurlim                             | 2,247                                |
| 7.                                   | Cana                                 | 494                                  |
| 8.                                   | Carmona                              | 3,864                                |
| 9.                                   | Cavelossim                           | 1,955                                |
| 10.                                  | Cavorim                              | 2,228                                |
| 11                                   | Chandor                              | 707                                  |
| 12.                                  | Colva                                | 3,141                                |
| 13.                                  | Deussua                              | 1,479                                |
| 14.                                  | Dicarpale                            | 3,057                                |
| 15.                                  | Dramapur                             | 3,441                                |
| 16.                                  | Duncolim                             | 748                                  |
| 17.                                  | Gandaulim                            | 438                                  |
| 18.                                  | Gonsua                               | 222                                  |
| 19.                                  | Guirdolim                            | 3,622                                |
| 20.                                  | Loutolim                             | 6,121                                |
| 21.                                  | Macasana                             | 1,972                                |
| 22.                                  | Majorda                              | 2 813                                |
| 23.                                  | Mulem                                | 2 799                                |
| 24.                                  | Nagoa                                | 3 873                                |
| 25.                                  | Orlim                                | 2 049                                |
| 26.                                  | Paroda                               | 620                                  |
| 27.                                  | Rachol                               | 1 686                                |
| 28.                                  | Sarzora                              | 2 270                                |
| 29.                                  | Seraulim                             | 3 250                                |
| 30.                                  | Sernabatim                           | 1 548                                |
| 31.                                  | Sirlim                               | 845                                  |
| 32.                                  | Talaulim                             | 2 911                                |
| 33.                                  | Utorda                               | 2 018                                |
| 34.                                  | Vanelim                              | 1 860                                |
| 35.                                  | Velim                                | 5 955                                |
| Total                                | Total                                | 294 504                              |